# Walddegu
Der Walddegu (Octodon bridgesi) ist eine Nagetierart aus der Familie der Trugratten (Octodontidae). Er ist ein naher Verwandter des auch in Europa als Heimtier gehaltenen Gewöhnlichen Degus.
Der Artzusatz im wissenschaftlichen Namen ehrt den Tiersammler Thomas Charles Bridges.
Walddegus sind Nagetiere mit großem, wuchtigem Kopf und kurzem Hals. Ihr Fell ist bräunlich gefärbt, der Schwanz ist relativ lang und hat keine Quaste. Mit einer Kopfrumpflänge von bis zu 20 Zentimetern und einer Schwanzlänge von bis zu 16 Zentimetern ist der Walddegu etwas größer als der Gewöhnliche Degu.
Walddegus sind im südlichen Chile beheimatet, ihr Verbreitungsgebiet erstreckt sich vom 34. bis zumindest zum 40. südlichen Breitengrad. Daneben leben sie auch in der angrenzenden argentinischen Provinz Neuquén und sind somit die einzige nicht auf Chile beschränkte Art der Degus.
Über die Lebensweise ist wenig bekannt. Sie leben in Wäldern, wo sie Erdhöhlen bewohnen. Im Gegensatz zu Gewöhnlichen Degus dürften sie nachtaktiv sein. 
In einem Teil seines Verbreitungsgebietes ist der Walddegu ausgestorben, heute lebt er nur mehr in drei voneinander getrennten Regionen. Die einst häufige Art gilt heute als selten. Zwar wird sie von der IUCN als nicht gefährdet gelistet, das ist aber veraltet.

## Belege
1. ↑  Beolens, Watkins & Grayson: The Eponym Dictionary of Mammals. Johns Hopkins University Press, Baltimore 2009, ISBN 978-0-8018-9304-9, S. 56 (Bridges).